# 福浦村 (神奈川県)
福浦村（ふくうらむら）は、神奈川県足柄下郡に存在した村。現在の湯河原町東部に存在した。

## 歴史

### 村名の由来
漁業による利益が大きかったことより。

### 沿革
- 1889年（明治22年）4月1日 - 町村制の施行により、福浦村が真鶴村飛地を加えて単独村制。真鶴村・岩村との町村組合が発足し、真鶴村外2ヶ村役場を真鶴村に設置。
- 1927年（昭和2年）10月1日 - 真鶴村の町制施行により、真鶴村外2ヶ村役場が真鶴町外2ヶ村役場となる。
- 1946年（昭和21年）7月27日 - 真鶴町外2ヶ村組合が解散。
- 1955年（昭和30年）4月1日 - 湯河原町、吉浜町と合併し、改めて湯河原町が発足。同日福浦村廃止。

## 交通

### 鉄道路線
日本国有鉄道（現東日本旅客鉄道）東海道本線が村域を通過していたが、駅は存在しなかった。